# Krasnopil, Vradiivka
Krasnopil (în ucraineană Краснопіль) este localitatea de reședință a comunei Krasnopil din raionul Vradiivka, regiunea Mîkolaiiv, Ucraina.

## Demografie
Componența lingvistică a localității Krasnopil
     Ucraineană (94,62%)
     Rusă (4,3%)
     Română (1,08%)
Conform recensământului din 2001, majoritatea populației localității Krasnopil era vorbitoare de ucraineană (94,62%), existând în minoritate și vorbitori de rusă (4,3%) și română (1,08%).